# Midtbane
En midtbane er, som navnet antyder, den midterste del af en bane i sportsmæssig sammenhæng. I sportsgrene hvor udtrykket bruges symboliseres denne del af banen typisk ved en tværgående linje, midterlinjen, der opdeler banen i to halvdele. I mange sportsgrene, såsom fodbold, er denne linje yderligere optegnet en midterliggende cirkel med nøjagtigt centrum i midten (symboliseret ved en prik). Midtbanen har ikke en fast dimension, men skal forstås som "rummet" omkring midterlinjen. I modsætning til begrebet midtbane, kaldes andre dele af banen typisk ved symbolske navne, eksempelvis forsvar og angreb (fodbold, håndbold) og outfield og infield (baseball), alt efter banens udformning og spillets strategier og regler.
I europæisk fodbold bruges udtrykket midtbanespiller om de spillere, der via deres strategiske position typisk opererer i dette område. Disse spillere kan have mange forskellige egenskaber, såsom defensivt orienterede kvaliteter, hvor spilleren typisk er nærkampstærk (defensiv midtbanespiller) eller offensive kvaliteter, såsom teknik og fart (offensiv midtbanespiller). Kendte midtbanespillere inkluderer Michael Laudrup, Steven Gerrard og Michel Platini.
| Sport | Spire Denne artikel om sport er en spire som bør udbygges. Du er velkommen til at hjælpe Wikipedia ved at udvide den. |